# Aarno Salmela
Aarno Alfred Salmela, född 12 november 1916 i Tammerfors, död 29 april 1991 i Kangasala, var en finländsk altviolinist och musikpedagog.
Salmela var musikelev 1931–1935 och studerade för Arno Granroth 1938–1945. Han företog studieresor till Frankrike 1957 och 1960 samt Wien 1964 och 1965. Han var medlem i Helsingfors teaterorkester 1939–1945 och i Radioorkestern 1945–1949, blev lärare vid Tammerfors musikskola 1950 och var huvudlärare i stråkinstrument 1962–1968. Han var timlärare vid Sibeliusakademien 1958–1961 och lektor där från 1961. Han var altviolinist i Helsingforskvartetten 1945–1961, turnerade med denna i Danmark och Belgien 1956 samt i Italien och Frankrike 1957, samt var altviolinist i Sibeliuskvartetten från 1963. Han var ledare för Kangasala musikvänners orkester 1950–1968. Han tilldelades Pro Finlandia-medaljen 1964.